# 中西町 (宮崎市)
中西町（なかにしちょう）とは、宮崎県宮崎市内の地名。檍地域自治区に属している。郵便番号は880-0853。

## 地理
宮崎市の中心部、檍地域自治区に属する。大淀川河口北岸にあり、住宅街となっている。北を一の宮町、東を田代町、南を高洲町、西を潮見町に接する。

## 歴史
- 1955年 - 高洲町・吉村町から中西町が成立。

## 世帯数と人口
2023年（令和5年）9月1日現在の世帯数と人口は以下の通りである。
| 町丁   | 世帯数  | 人口   |
| ------ | ------- | ------ |
| 中西町 | 901世帯 | 1759人 |

## 小・中学校の学区
市立小・中学校に通う場合、学区は以下の通りとなる。
| 町名   | 小学校             | 中学校             |
| ------ | ------------------ | ------------------ |
| 中西町 | 宮崎市立潮見小学校 | 宮崎市立宮崎中学校 |

## 交通

### バス
宮交グループの運営するバスが営業している。

### 道路
- 宮崎県道10号宮崎インター佐土原線
- 宮崎県道11号宮崎島之内線 (宮崎内環状線)